# Storfurstendöme
Storfurstendöme kallas en monarki där monarken bär titeln storfurste. Finland var ett storfurstendöme under den ryske kejsaren 1809-1917, se Finlands historia: Storfurstendömet. Också delar av Ryssland samt Litauen var storfurstendömen under medeltiden. Titeln storfurste bars också av medlemmar av det kejserliga huset i Ryssland.

## Källa
Den här artikeln är helt eller delvis baserad på material från Nordisk familjebok, Storfurste, 1904–1926.